# Hervé Temime
Pour les articles homonymes, voir Temime.
Hervé Temime, né le 26 juin 1957 à Alger et mort le 10 avril 2023 au Plessis-Robinson, est un avocat pénaliste français ayant prété serment le 16 janvier 1979.
Son cabinet, fondé en 2008, est spécialisé en droit pénal général, droit pénal des affaires et contentieux.

## Biographie

### Origines et études
Hervé Temime est né en 1957 à Alger. Il grandit à Versailles où sa famille s'installe en 1961 ; son père, médecin, meurt alors qu'il est âgé de dix ans,.
Dès l’âge de 13 ans, Hervé Temime se passionne pour les grands procès et les débats relatifs à la peine de mort,. Les plaidoiries d’Émile Pollak et de Robert Badinter suscitent sa vocation pour la profession de pénaliste,.

### Carrière professionnelle
Souhaitant devenir avocat d'assises, il étudie le droit à l'université de Sceaux, puis à celle d'Assas, à Paris. Il entreprend, en parallèle du droit, des études de comptabilité.
Il s'inscrit au barreau de Versailles en 1978 et commence sa carrière en tant que commis d’office à son compte. À l’âge de 25 ans, il a déjà plaidé plus d’une cinquantaine de fois aux assises,.
En 1980, il devient premier secrétaire de la conférence du stage du barreau de Versailles.
Il s'inscrit au barreau de Paris en 1983. Son arrivée à Paris a été accélérée à la suite de sa rencontre avec Thierry Herzog, en 1980, avec qui il fonde un cabinet situé quai Saint-Michel,. Au milieu des années 1980, il forme avec Thierry Herzog et Pierre Haïk « les trois H » : les trois hommes s’occupent de la plupart des dossiers de stupéfiants et de banditisme et plaident ensemble,.
À partir de la fin des années 1980, il étend son champ d’expertise en s’occupant des affaires Cogema, Cogedim puis de celle du RPR,.
Au début des années 1990, les hommes politiques et patrons d’entreprise faisant de plus en plus appel aux avocats pénalistes, Hervé Temime s’inscrit dans l’ouverture de ce nouveau marché et se lance dans le droit pénal des affaires,. Il ouvre son cabinet au 156 rue de Rivoli.
En 1991, il fonde l’Association des avocats pénalistes, dont il fut le président d’honneur. Il est également membre du conseil de l’ordre entre 1999 et 2002.
En 2008, entouré de plusieurs associés et collaborateurs, il fonde le cabinet spécialisé dans la défense pénale et le contentieux « Temime & Associés »,.
Au fil des années, la pénalisation croissante des affaires et les nombreux dossiers financiers, de plus en plus complexes, poussent le cabinet à tripler ses effectifs. Le cabinet ouvre un bureau à Marseille en 2016.
Le cabinet a reçu en 2018 et en 2019 le prix « Trophées du droit » dans la catégorie « droit pénal des affaires » et Hervé Temime est désigné « Lawyer of the year » par la revue juridique américaine Best Lawyers, dans la catégorie « défense pénale » en 2019,.

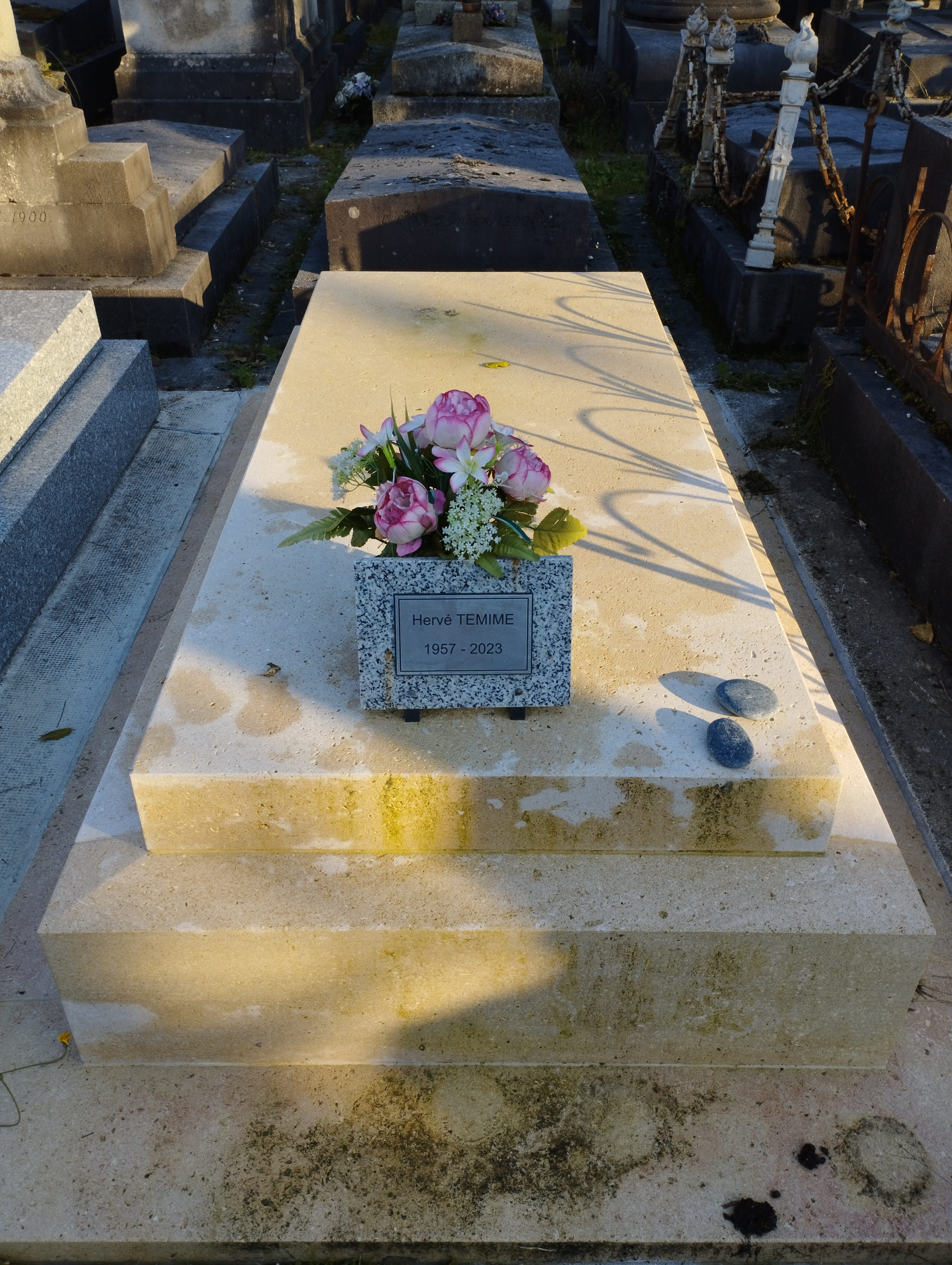
Tombe d'Hervé Temime au cimetière du Montparnasse (division 29).

Il a eu notamment comme clients,, Bernard Tapie, Roman Polanski, Stéphane Delajoux, François-Marie Banier (affaire Woerth-Bettencourt), Gérard Depardieu (affaire Gérard Depardieu), Jérôme Pernoo, Alain Afflelou, Jean-Noël Guérini, Hedi Slimane, Jacques Servier, Maureen Kearney, Nathalie Baye, Catherine Deneuve, Patrick Bruel ou encore la famille Le Roux (affaire Le Roux).

### Mort et obsèques
Au moment des obsèques de Pierre Haïk le 24 février 2023 au cimetière du Père-Lachaise, Hervé Temime est hospitalisé à Paris en raison d'une douleur au cœur. Victime d'un anévrisme de l'aorte et d'un accident vasculaire cérébral, il est plongé dans le coma.
Sa mort est annoncée le 10 avril 2023 par le ministre de la Justice Éric Dupond-Moretti. Elle intervient au Plessis-Robinson des suites d'une dissection de l'aorte, à l'âge de 65 ans,.
Il est inhumé au cimetière du Montparnasse (division 29, petit cimetière).

### Vie privée
Hervé Temime a été en couple pendant sept ans avec l'actrice Valérie Lemercier.

## Ouvrages
- La Défense dans la peau, éditions Stock (2012)
- Secret défense, éditions Gallimard (2020)

## Cinéma
Hervé Temime tient le rôle d'avocat ou de procureur dans les films français Un prophète (2009), Polisse (2011), Mon roi (2015) et Les Choses humaines (2021).